# Tales de Sició
Tales de Sició (en llatí Thales o també Thaletas, en grec antic Θαλῆς, Θαλήτας) va ser un pintor grec.
Diògenes Laerci el menciona amb el nom de  μεγαλοφυής (de molt bona figura). En el mateix passatge, Diògenes esmenta les pintures d'un Tales que apareixen també a l'obra de Duris de Samos, i que cal pensar que és el mateix personatge. Sembla probable que es tracti també de la mateixa persona que era escultor i apareix a una obra de Teodor Hirtacè ( Ἕλληνες Φειδίαν Θαλῆν τε καὶ Ἀπελλῆν, τὸν μὲν λιθοξοϊκῆς, τὸν δ᾽ αὖ πλαστικῆς, Ἀπελλῆν δὲ γραφικῆς ἕνεκα καὶ τῶν ἐκεῖθεν χαρίτων ἐθαύμαζον, que el compara amb Fídies i Apel·les. Aquest autor bizantí tardà el situa al mateix nivell que els millors escultors i pintors de l'antiguitat, el que se sorprenent en un pintor i escultor pràcticament desconegut. Sobre treballar en dos camps en canvi, hi ha diversos casos testimoniats en què un mateix artista destacà en els dos.